# Man la yahduruhu al-faqih
Man la yahduruhu al-faqih (arabiska: مَنْ لَا يَحْضُرُه ٱلْفَقِيه, "Den som inte är i en rättslärds närvaro") är en bok skriven av den shiitiske lärde Sheikh Saduq. Denna bok som idag finns i fyra volymer är en samling återberättelser från Ahl al-Bayt om rättsliga frågor och regler och allmänt nödvändiga frågor. Sheikh Saduq har sagt att han endast citerat återberättelser som han anser vara korrekta (sahih) och legitima i boken.